# Casa dos Sinos (Pontevedra)
A Casa dos Sinos é um dos três edifícios mais antigos da cidade de Pontevedra, em Espanha, e talvez o mais antigo dos edifícios civis. Está localizado na Rua Don Filiberto, no número 11, no centro histórico da cidade.

## História
Devido à falta de documentação, as suas origens não são claras, mas considera-se que pertence ao final da Idade Média se for tido em conta o brasão de armas na fachada e o estilo das portas. Este brasão liga-a à linhagem da família García Camba ou mais provavelmente à da familia Puga, senhores de Regodeigón em Ribadavia.
A primeira referência existente à Casa dos Sinos remonta a 1587. Nessa altura, o edifício estava situado perto da Igreja de São Bartolomeu, o Velho, que por razões desconhecidas não tinha sino. Por esta razão, o carrilhão da casa dos Puga servia para chamar os paroquianos, que nessa altura já pertencia aos monges beneditinos do Mosteiro de São Salvador de Lérez. Os monges também usavam a Casa dos Sinos como adega, onde podiam armazenar cerca de 12.000 litros.
Mais tarde, nos anos do pós-guerra, a casa ficou conhecida como Bar Pitillo, porque no rés-do-chão havia um estabelecimento onde o tabaco era oferecido aos clientes. Na década de 1980, o edifício estava em mau estado de conservação até ser adquirido pela câmara municipal em 2000 para ser renovado. Após uma cuidadosa renovação, abriu as suas portas em 2003 .
A Casa dos Sinos tem sido a sede do reitorado da universidade desde 2006.  A casa acolhe também conferências, exposições, cursos, workshops e apresentações de livros. , Em 2017, realizaram-se aí cerca de 380 eventos. Especialmente no verão, a Casa dos Sinos torna-se um local a visitar para turistas.

## Descrição
Trata-se de um edifício gótico tardio cuja autoria pode ser atribuída a um mestre que trabalhou na construção da Basílica de Santa Maria Maior.
No exterior a casa preserva a fachada do século XV com dois arcos canopiais acima das portas. As duas janelas do primeiro andar têm travessas inferiores e superiores para instalar as persianas deslizantes, uma característica típica da arquitetura do século XVI, bem como as bolas de pedra que decoram a cornija. Entre as janelas do primeiro andar encontram-se dois brasões de pedra talhada, o mais pequeno com o brasão da família Puga (esporas e caldeirões) e o maior com uma garça, típico do brasão de armas da família García-Camba.
No interior, nos 1.400 metros quadrados do edifício, pedra, madeira quase preta que lembra galeões e vidro coexistem numa cuidadosa renovação que dá um toque moderno. Esta sede universitária tem um hall de entrada ou salão de exposições no res-do-chão, uma sala de escritórios, uma sala de tecnologia, uma sala de conferências e escritórios para o reitor, os gestores da área e os Novos Cinemas nos dois andares superiores.

## Lenda
Durante os séculos XIX e XX correu o rumor de que o tesouro de Benito Soto, o pirata de Pontevedra, estava escondido na casa. Benito Soto foi o último pirata do Atlântico, o homem que se diz ter inspirado o poeta José de Espronceda (1808-1842) no seu poema "Canção do Pirata": Navio pirata que é chamado, devido à sua bravura, o Temido  .

## Galeria de imagens

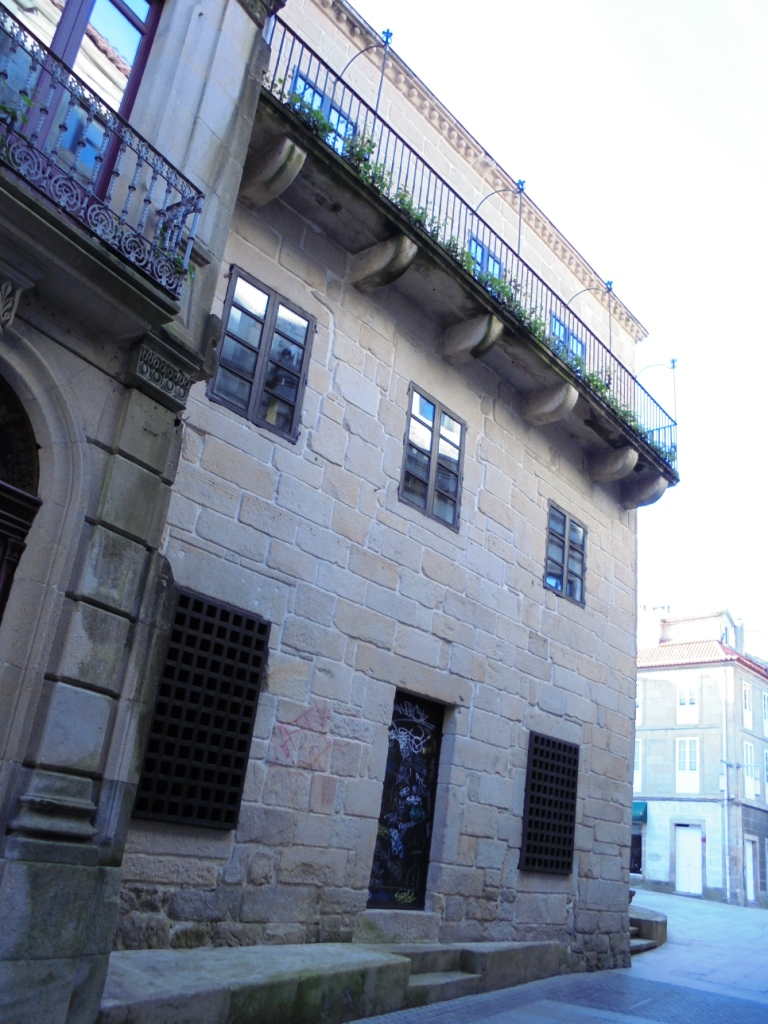
Lado da casa com a sua varanda no segundo andar
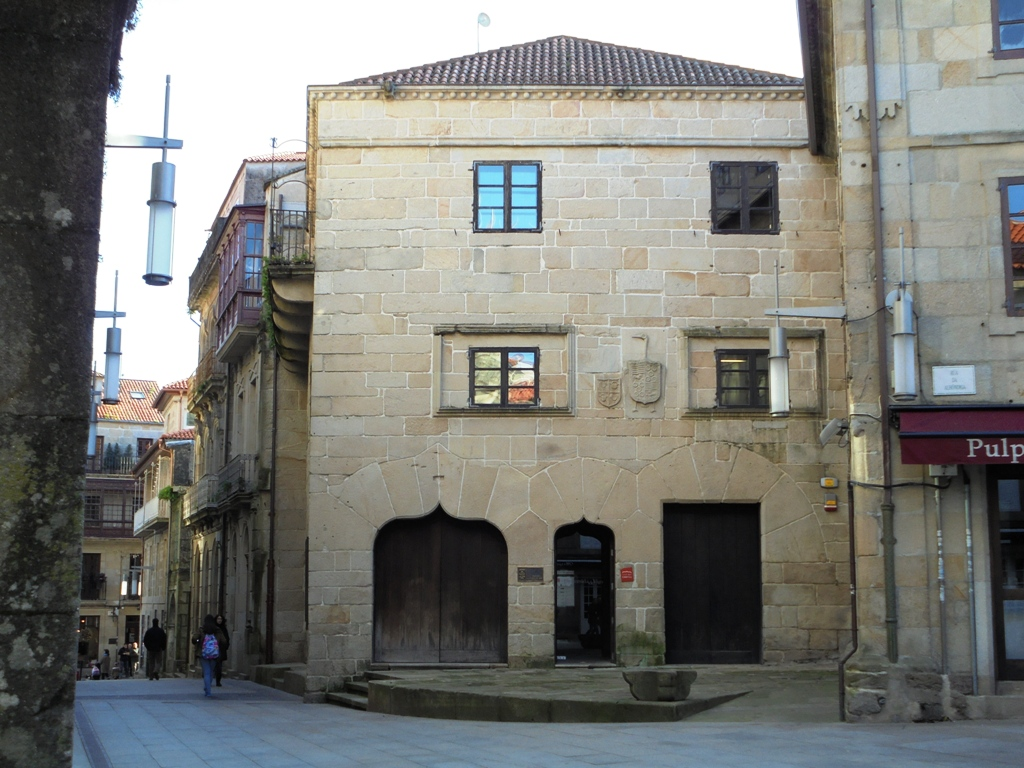
Fachada na Rua Don Filiberto
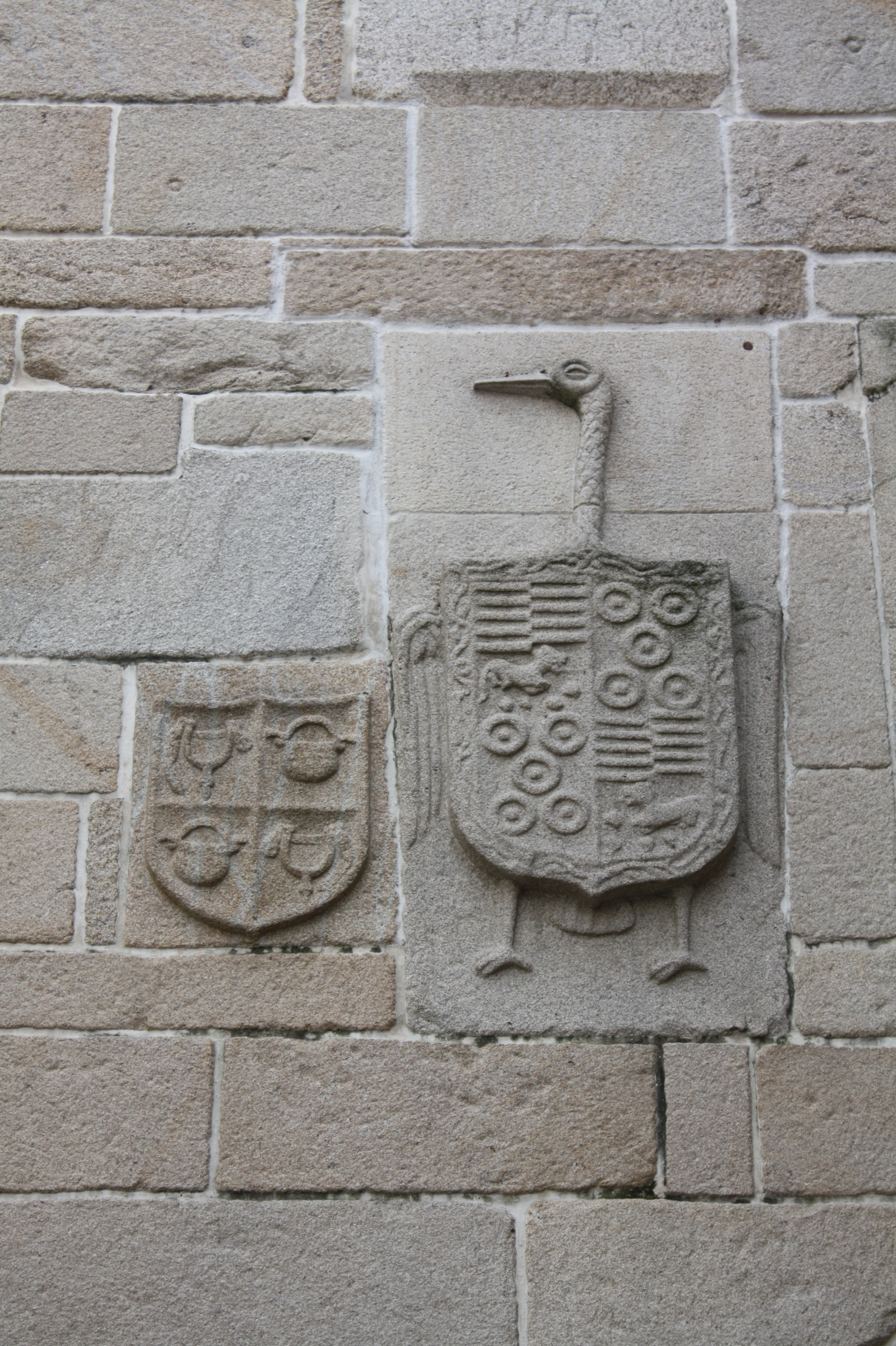
Brasões de armas dos Puga e dos García-Camba na fachada
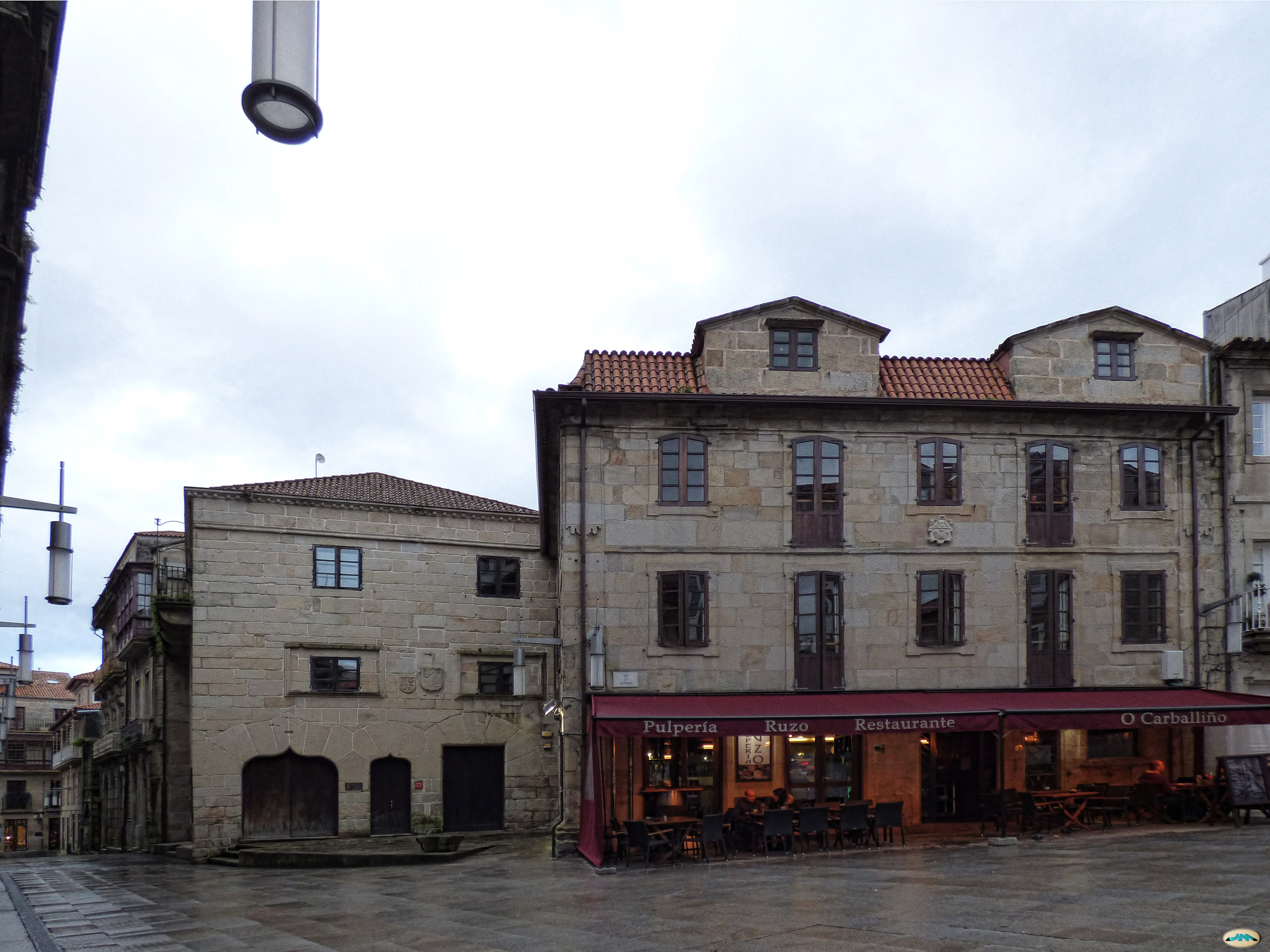
Centro histórico de Pontevedra
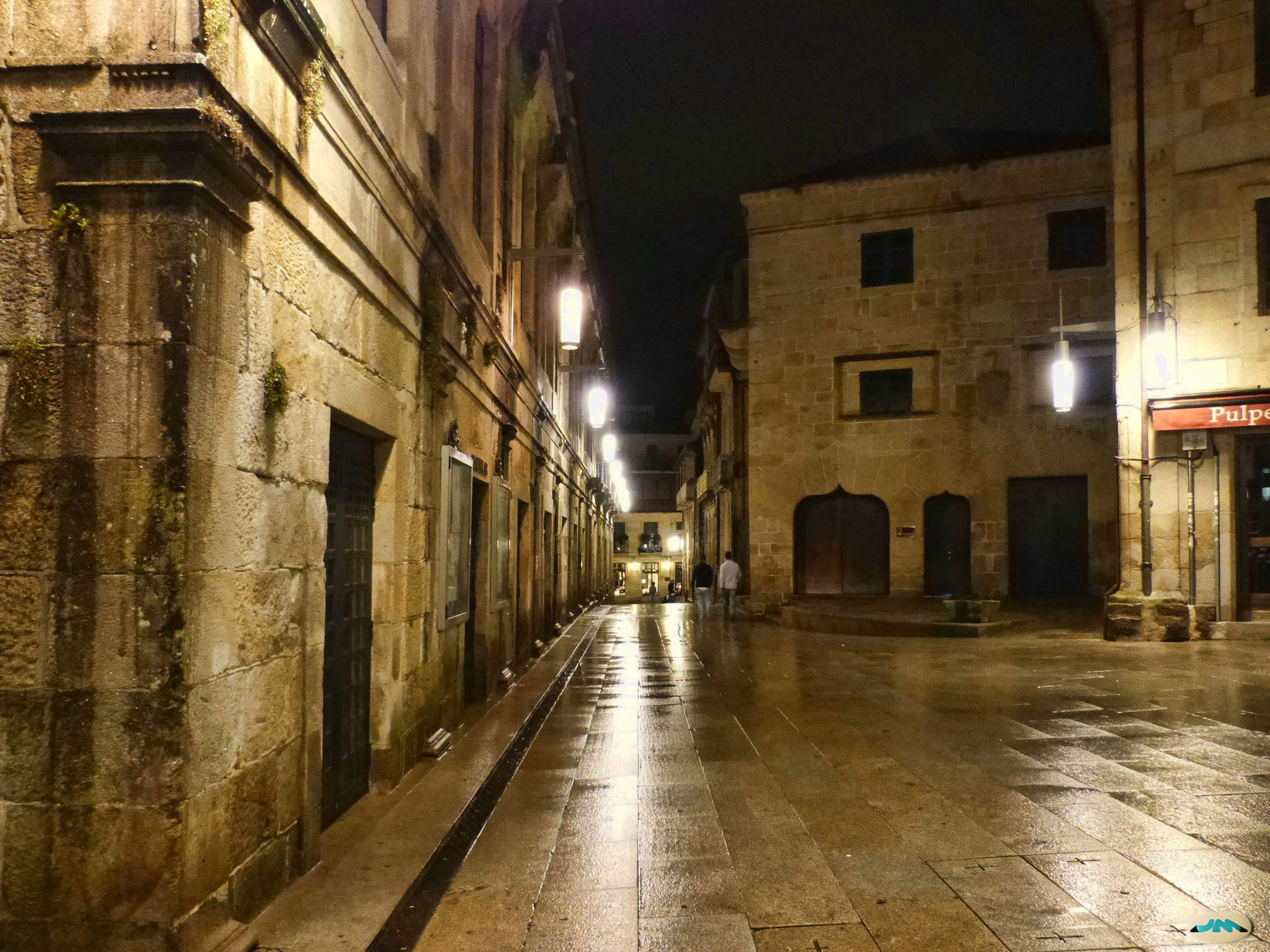
Rua Don Filiberto

### Artigos relacionados
- Campus de Pontevedra
- Casa dos Vaamonde
- Arquitetura gótica em Espanha
- Benito Soto